# Trimerophorella rhaetica
Trimerophorella rhaetica är en mångfotingart som först beskrevs av Rothenbühler 1901.  Trimerophorella rhaetica ingår i släktet Trimerophorella och familjen Neoatractosomatidae. Inga underarter finns listade i Catalogue of Life.